# Crispiloba
Crispiloba is een geslacht uit de familie Alseuosmiaceae. Het geslacht telt een soort die voorkomt in de deelstaat Queensland in Australië.

## Soorten
- Crispiloba disperma (S.Moore) Steenis